# Gaultheria howellii
Gaultheria howellii là một loài thực vật có hoa trong họ Thạch nam. Loài này được (Sleumer) D.J.Middleton mô tả khoa học đầu tiên năm 1990.